# Jarkiv, Brodî
Jarkiv (în ucraineană Жарків) este un sat în comuna Holubîțea din raionul Brodî, regiunea Liov, Ucraina.

## Demografie
Componența lingvistică a localității Jarkiv
     Ucraineană (100%)
Conform recensământului din 2001, toată populația localității Jarkiv era vorbitoare de ucraineană (100%).